# Sorano
Sorano je město v provincii Grosseto v regionu Toskánsko ve střední Itálii. Město má přibližně 3 000 obyvatel. Založeno bylo před 2000 lety etrusky. V obci se nachází pevnost Fortezza Orsini.

## Geografie
Město se nachází 15 kilometrů severně od jezera Lago di Bolsena. Město se nachází nedaleko Sovany. Nachází se 170 kilometrů od Florencie a 140 kilometrů od Říma.

## Historie

### Starověk
Město Sorano bylo založeno pravděpodobně ve 3. století před naším letopočtem Etrusky. V té době šlo o město podřízené nedaleké Sovaně. V době Římské říše město zaniklo, první další zmínka pochází až z roku 826.

### Středověk
Město roku 826 znovuzaložil císař Ludvík II. Vládl mu rod Aldobrandeschi. Tento rod vládl městu čtyři století, než v roce 1312, kdy rod vymřel po meči. Poslední žena z rodu Adelaide se provdala za Romana di Gentile Orsini, díky čemž město přešlo na jeho rod.
Město společně s nedalekým Pitiglianem bojovalo proti Sienské republice, ale prohrálo a roku 1417 se muselo stát její součástí. Město získalo nezávislost až v roce 1556, kdy bylo připojeno k Toskánskému vévodství. Pevnost však byla kvůli strategické poloze stále napadána.

### Novověk
Roku 1860 se město stalo součástí Italského království.

## Památky[3]

### Městské hradby
Celé město je obklopeno kamennými hradbami. Do města vedou dvě velké kamenné brány – Porta di Sopra (Ferrinův oblouk) a Porto dei Merli (také známé jako Porta di Sotto). Právě Porto dei Merli je slavná pro svůj kamenný erb, který se nad branou nachází. Dříve se zde nacházel také padací most.

### Pevnost Fortezza Orsini
Pevnost nechala vystavět rodina Aldobrandeschi. Pevnost o několik století později rozšířila rodina Orsini. V pevnosti se nacházejí dvě kamenné bašty a vysoká čtvercová věž. Do pevnosti vede brána, která je zdobena velkým znakem města.

### Renesanční muzeum
Muzeum renesance nalezneme v pevnosti Fortezza Orsini.

### Chiesa della Collegiata
Chiesa della Collegiata je kamenný kostel s vysokou věží.

### Via del Ghetto
Via del Ghetto je bývalý židovská čtvrť. Nechala ji vystavět rodina Medicejů v 17. století. V obci se nachází synagoga, která byla na konci 20. století obnovena. Dnes v obci žije pouze málo Židů, proto synagoga neslouží svému původnímu účelu.

## Galerie

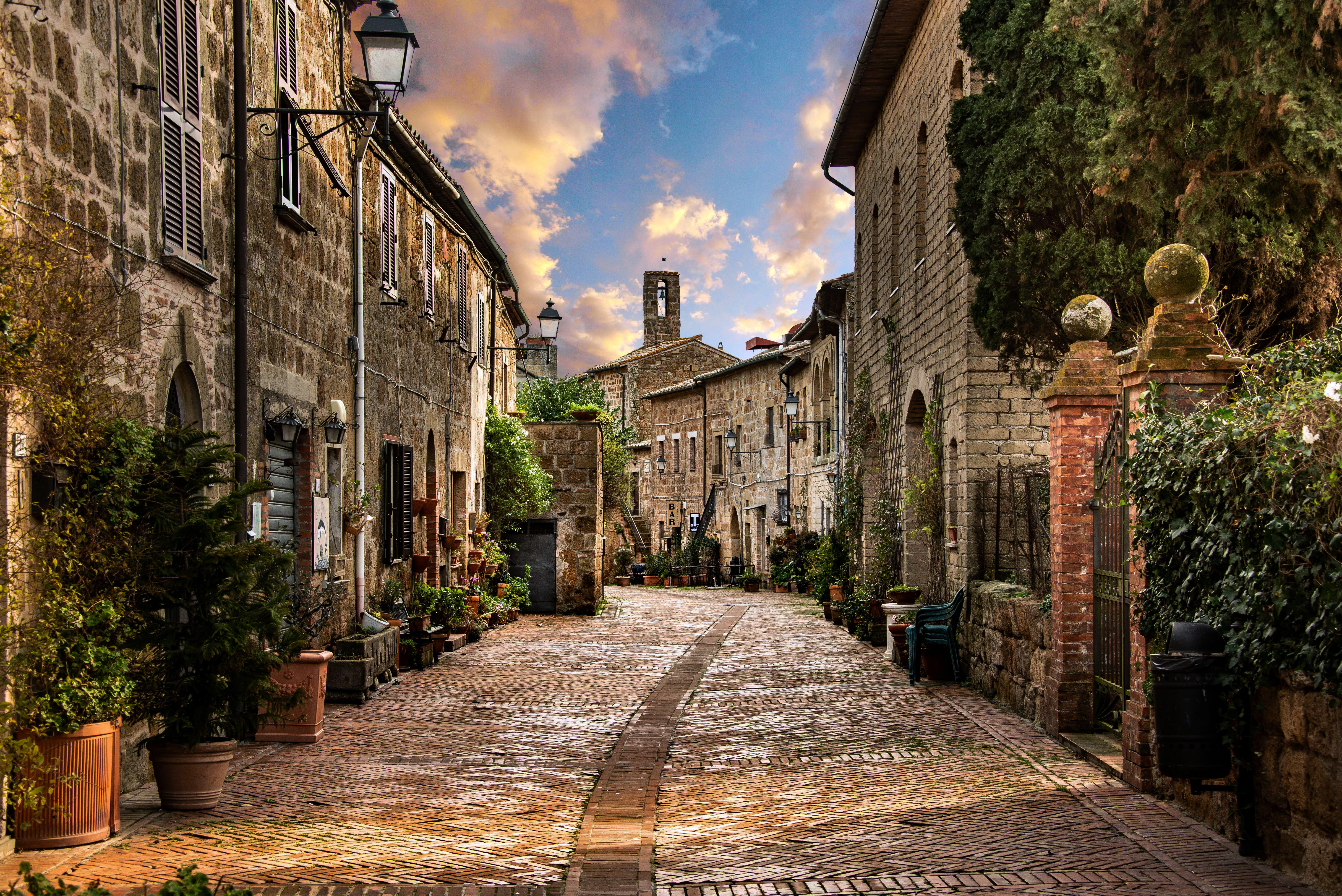
Centrum města
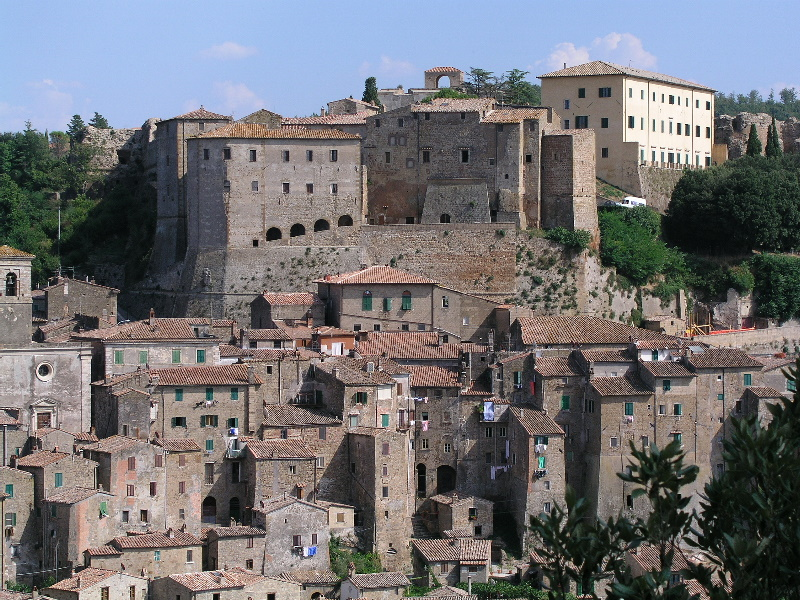
Pohled na centrum města
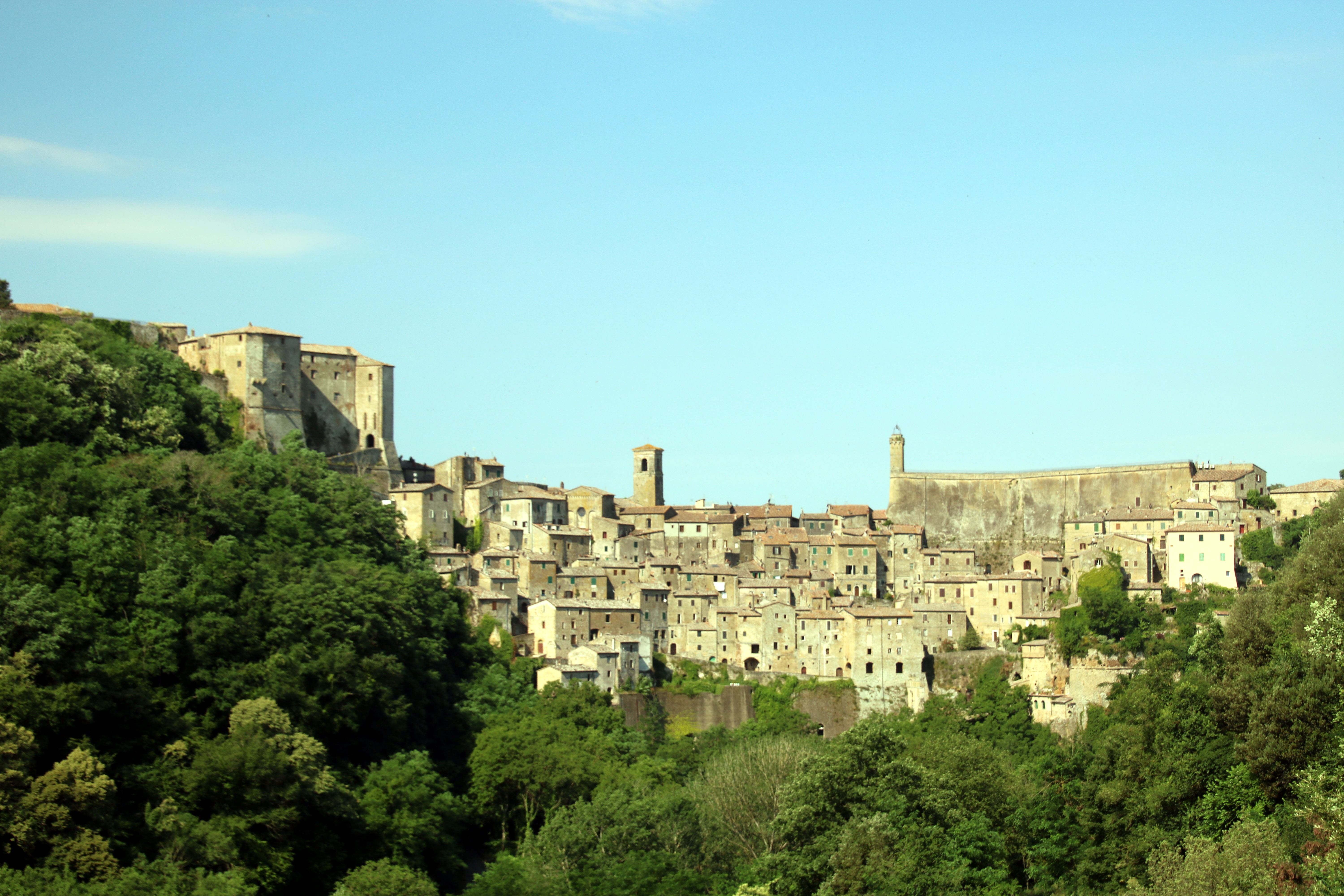
Panorama města
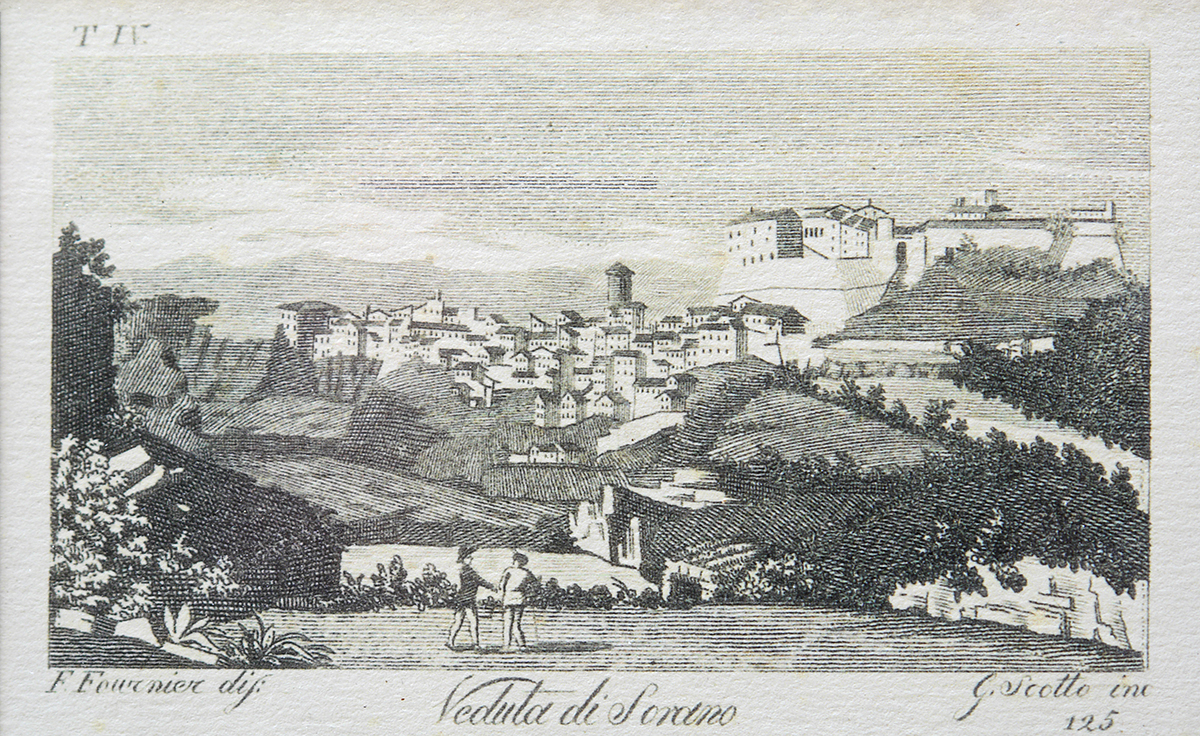
Historický pohled na město
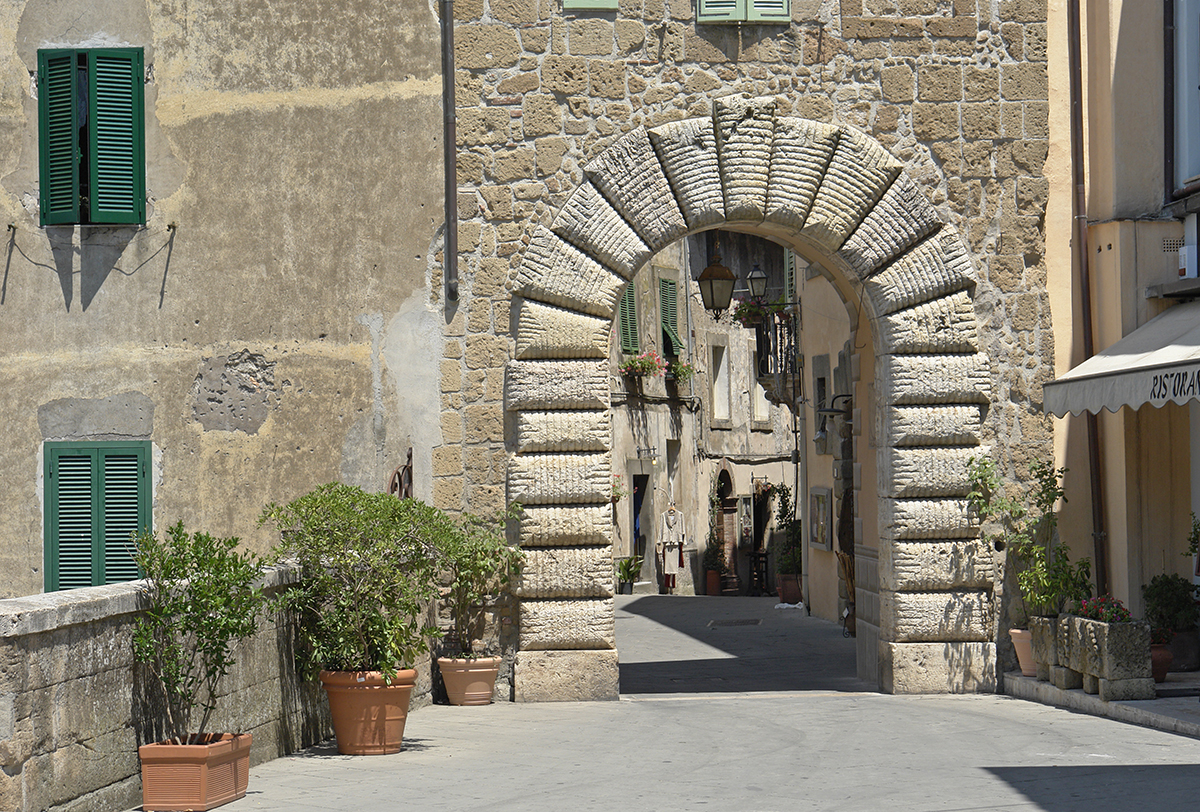
Jedna z městských bran
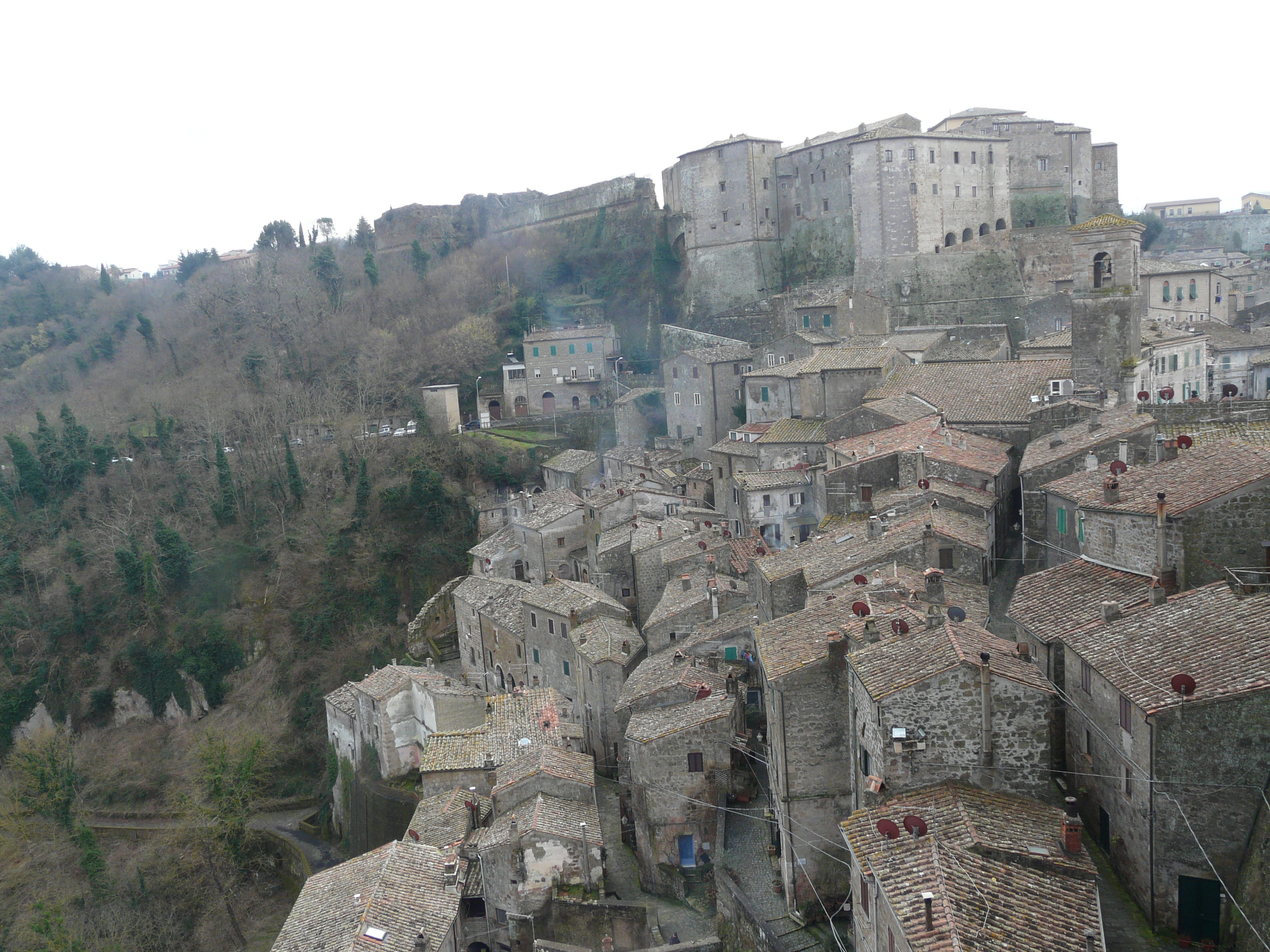
Pohled na centrum města
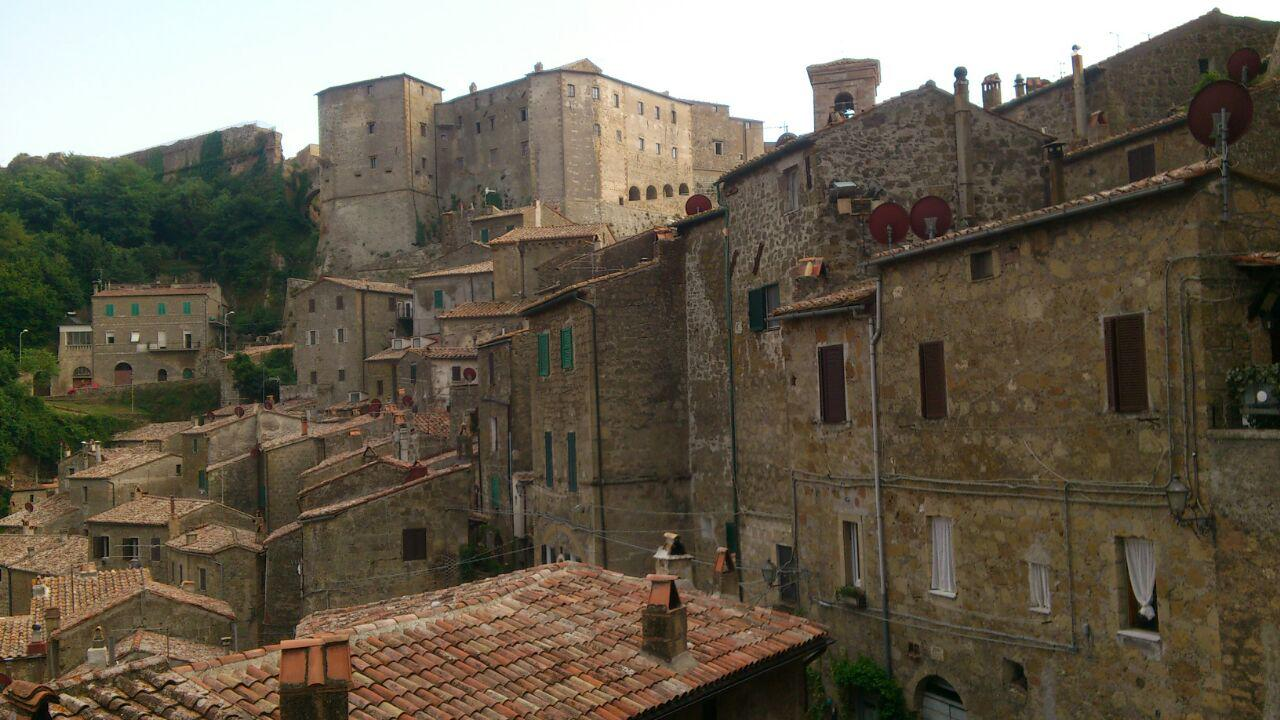
Pohled na centrum města